# 日本製鋼所広島製作所
座標: 北緯34度22分14秒 東経132度31分06秒 / 北緯34.370636度 東経132.518281度

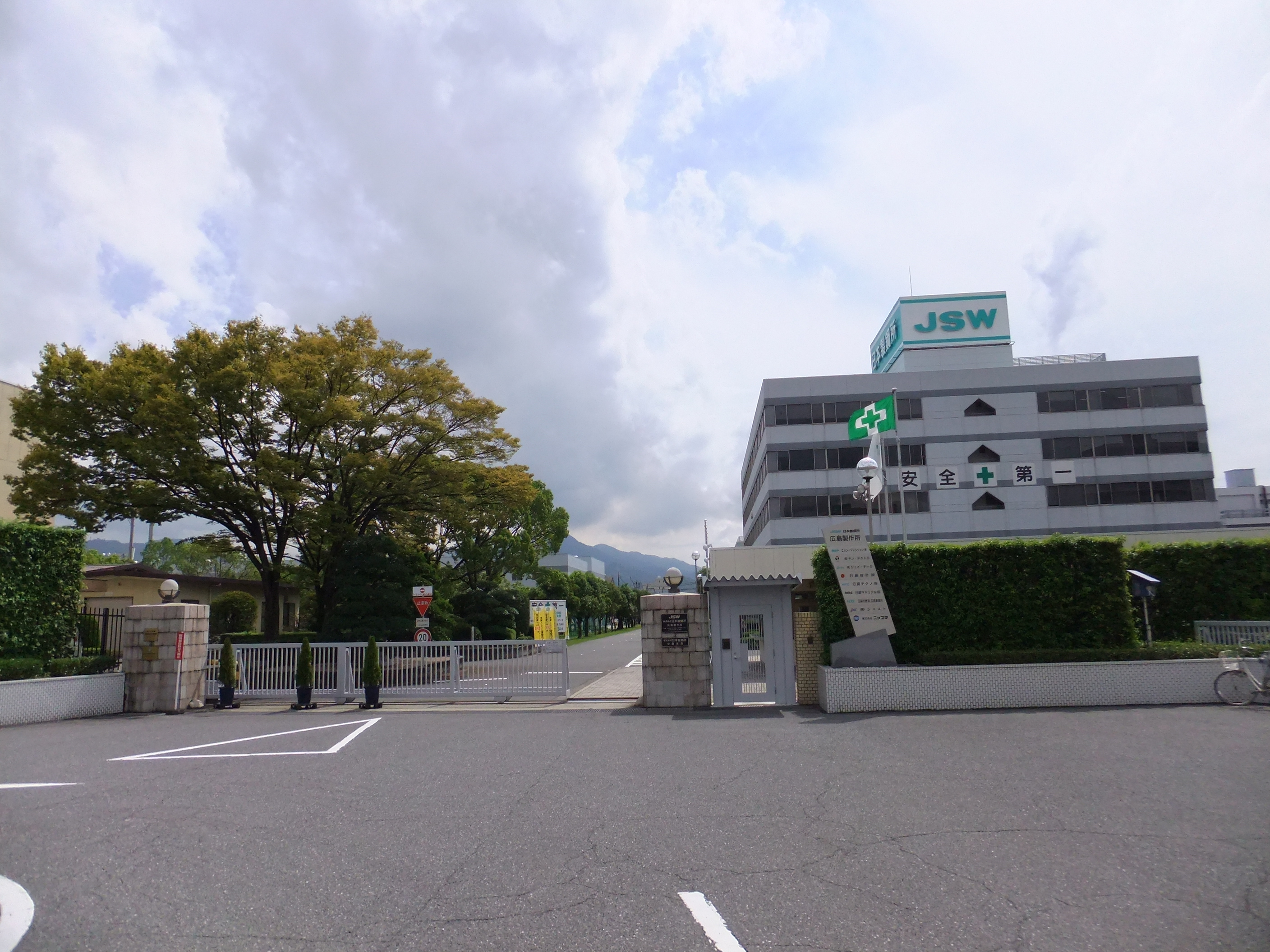
正面玄関

株式会社日本製鋼所広島製作所（にほんせいこうしょひろしませいさくしょ、The Japan Steel Works, Ltd. Hiroshima Plant）は広島県広島市安芸区船越南1丁目6-1にある、日本製鋼所の製作所である。

## 概要
日本製鋼所広島製作所は、1917年（大正6年）に広島県船越村に設立された松田製作所を1920年（大正9年）買収してできた廣島工場を前身とする、日本製鋼所の主力機械工場である。
広島製作所では射出成形機、造粒機、混練押出機などの樹脂機械、マグネシウム合金の射出成形（チクソモールディング）機、携帯電話などに使われるマグネシウム射出成形品を生産している。
また日本で唯一の砲を製造できる工場であり、現在も機関砲、戦車砲、艦載砲などの砲のほか、ミサイル発射装置などの兵器システムを製作している。

## 生産品
- 樹脂機械
- プラスチック用射出成形機
- マグネシウム用射出成形機
- マグネシウム半製品
- コンポスト装置
- ガス圧縮機
- 鉄道用連結器・緩衝器
- 防衛機器
- 特殊材料

## アクセス
- JR山陽本線、海田市駅もしくは向洋駅下車。
- 芸陽バスもしくは広電バス、入川(日本製鋼所前)下車。

## 沿革
- 1917年（大正6年）広島県船越村南部（現在の広島市安芸区船越南）から仁保村字延命（現在の広島市南区堀越3丁目）に渡る土地に株式会社松田製作所を設立
- 1918年（大正7年）株式会社日本製鋼所が株式会社松田製作所へ資本参加。同年6月、株式会社日本製鋼所による出資比率が70％に達したのを機に商号を株式会社広島製作所と改める
- 1920年（大正9年）株式会社広島製作所を買収、日本製鋼所広島工場（現広島製作所）とする
- 1945年（昭和20年）終戦、民需転換開始
- 1949年（昭和24年）広島日鋼争議
- 1950年（昭和25年）ガス圧縮機、樹脂押出機の第一号機完成
- 1950年（昭和25年）企業再建整備法により株式会社旧日本製鋼所と改称ののち解散、あらたに株式会社日本製鋼所を設立（4製作所、1作業所体制）
- 1961年（昭和36年）樹脂射出成形機第一号機完成
- 1975年（昭和50年）広島製作所内に機械研究所を設立
- 1979年（昭和54年）デミング賞事業所表彰を受賞[2]
- 1993年（平成5年）マグネシウム合金用チクソモールディングマシンの第一号機完成
- 1995年（平成7年）ISO 9001取得
- 1998年（平成10年）ISO 14001取得